# 高野人母美
高野 人母美（たかの ともみ、1987年6月12日 - ）は、日本のモデル、タレント、プロボクサー。モデル活動時の芸名はTOMOMI。東京都墨田区両国出身。芸能事務所はアベニューワン→オフィスコットンに所属していたが、現在はフリー。ボクサーとしては山上ボクシングジム→協栄ボクシングジム→ワイルドカードジム（アメリカ）→緑ボクシングジム→不二勝又ボクシングジムに所属していた。第2代OPBF東洋太平洋女子スーパーバンタム級王者。

## 経歴
5歳から9年間水泳、小学校6年間はサッカーを行う。中学3年からはキックボクシングを始めるが、あくまで趣味のため試合経験はなかった。
立志舎高等学校在学中に竹下通りでスカウトされ、グラビア活動を開始、同校卒業後にモデルデビューし、海外のファッションショーにも参加。当初はアベニューワン所属、芸名は高野ともみだった。
2009年には「第4回アジアスーパーモデルコンテスト」に須川春輝（現：春輝、モデルガールズ）とともに日本代表として参加、6位入賞。
2010年、オフィスコットンに移籍、芸名もTOMOMIに改名。同年からはアマチュアボクシングを始める。
2011年6月、世界4大ミス・コンテストの一つである「ミス・アース」日本代表ファイナリスト23人の一人に選出。
2012年9月、警察官の採用試験を受験するも不合格だった。
2013年1月、日本ボクシングコミッション（JBC）C級ボクサーライセンスを取得。プロボクサーデビューを果たし、モデルと並行して試合に出場している。
2013年5月、「ミス・ツーリズム・インターナショナル」日本代表として中国入りして、「ミスチャーム」を受賞。
2014年3月、東京ガールズコレクションに出演。
2014年8月4日、「週刊現代」袋とじでセミヌードグラビアを披露。
2015年5月11日、元プロレスラー小橋建太とともに尚美学園大学総合政策学部ライフマネジメント学科の講師に就任し、6月より2016年3月まで月1回の割合で教壇に立つことが発表された。
2016年3月27日、QVCマリンフィールドにて開催されたロッテvs日本ハム戦の始球式に登場。

## 人物
- 名前の由来は「人より母より美しく育って」という両親の想いから[2]。
- 父は岐阜県高山市出身[19]。父方の祖母は地元で大相撲の浴衣を縫う仕事をしている[20]。
- 身長177cm、体重50kg（平常時）、体脂肪率9%前後、9頭身である[1]。
- パンチ力は、遊技場のパンチングマシン（機種不明）の測定で160kgは出るという[21]。また、イベントで9秒間に122発ものジャブを披露したこともある[22]。
- 毎朝6時に起きてお寺で座禅を組むのが日課[23]。
- 以前は腕立てが1回もできなかったが、協栄ジムに移籍してからは拳立て10回10セット、腹筋100回が日課[24]。
- プロボクサーとして現役でいる間は恋愛をしないと宣言したが[1][25]、実際は恋愛が成就したことがなく願望があることを明かしている[5]。また、大好きだった酒も断った[26]。
- 趣味は登山[1]とパワースポット巡り[27]。
- 温泉ソムリエ協会より温泉ソムリエにも認定されている[28][29]。
- 2014年からは「苦手に挑戦しよう」とニシキヘビを飼い始めた[29]。CMでも大蛇に巻きつくシーンに挑戦した[30]。
- 漫画「北斗の拳」のファンを公言しており、好きな言葉としてラオウ大往生の際に発した「我が生涯に一片の悔いなし」を挙げている[22]。
- モデル・タレント兼プロレスラーの赤井沙希とは東京スポーツ紙上で対談が実現し、その際に赤井のパフォーマンスに興味を示しYouTubeで視聴していたことを明かしている[31]。
- 2014年10月6日にチャームポイントだった髪を自らの手で切ったが、事務所のマネジャーに注意され、結局は美容院に行った[32]。
- 知り合いに競輪関係者がいたため、ボクシングか競輪か迷った時期があったという[33]。
- 好きなボクサーとして自身がボクシングを始めるきっかけとなった天笠尚、井岡一翔、井上尚弥を挙げ、3人のいいとこどりを理想に掲げている[34]。
- 17歳の時に息子を出産している。当時の彼とは同棲をしていたが、入籍には至らず破局し、以降はシングルマザーとして息子を育てた[35]。

## ボクシング活動

### アマチュア時代
もともとキックボクシングを趣味でやっていたが、22歳のときに友人の誘いで天笠尚の試合を観戦したのがきっかけとなり、2010年3月から天笠が所属する山上ボクシングスポーツジムに通いボクシングに転向。「そのリーチの長さとスタイルがあれば世界で通用するよ」と周囲の薦めもあり、さらに南海キャンディーズの「しずちゃん」こと山崎静代にも刺激され、ロンドンオリンピックを目指しオリンピックに2度出場した三浦国宏より指導を受けた。
2010年10月、全日本女子選手権予選を兼ねた都大会に出場するが、1回戦後バンデージミスで失格となり敗退（試合自体もRSC負け）。
2011年12月の全日本女子選手権予選は発熱のため欠場。ロンドンオリンピックへの道を絶たれ一度ボクシングを諦めたが、そこで会長からプロを勧められたため、目標をプロボクサーへ転換する。アマチュア時代の戦績は4戦4敗。

### プロ転向
2012年11月、最初のプロテストは筆記こそ96点だったものの実技は評価されず不合格とされ、テスト後に一度会長にボクシングをやめると伝えた。
2013年1月、弟と行ったタイ旅行でムエタイジムに練習をさせてもらい、帰国後の再受験を決意。1月30日、2度目のプロテスト受験で合格を果たす。プロテストでは最初の相手をKOして、急遽前WBA王者天海ツナミが相手を務めた。
角海老宝石ボクシングジムにも出稽古しており、その縁で角海老主催興行のラウンドガールも務めている。
2013年4月6日、在日米軍キャンプ座間での興行（メインはチャーリー太田の東洋太平洋王座防衛戦）において最初に落ちたプロテストの時の相手だった大空ヒカル（アルファ）戦でプロデビュー。階級はスーパーフライ級。ストレート、フックの連打を繰り出しわずか32秒でKO勝利してデビューを飾った。この試合は「アスリート☆ジャポンUstreamチャンネル」にて太田のタイトル戦とともに生配信された。KO勝利に浮かれ食べ過ぎたため、一時体重は60kgまで増えてしまった。
5月19日の「ボクシングの日」イベントのトークショーに井上尚弥（大橋）らとともに参加。
第2戦は7月25日、初の後楽園ホールでの試合として角海老主催におけるセミとしてヨッカオ・ローエイシティジム（ タイ）と対戦（メインは藤本京太郎 vs オケロ・ピーターの日本ヘビー級王座決定戦）。KO賞100万円もかけられた一戦は、13戦のキャリアを持つ相手に対して1回は重圧をかけて連打を繰り出したが、セミで戦う緊張から手数が減り消化不良となり左ジャブ中心の攻撃に終始して4回終了、3-0（40-36×2, 39-37）の判定で連勝こそ飾ったが、試合後にファンから容赦ない野次も飛んだ。この試合は26日深夜にTBSテレビ「ガッツファイティング」で藤本のタイトル戦、土屋修平 vs 中谷正義のノンタイトルとともに地上波放映された。

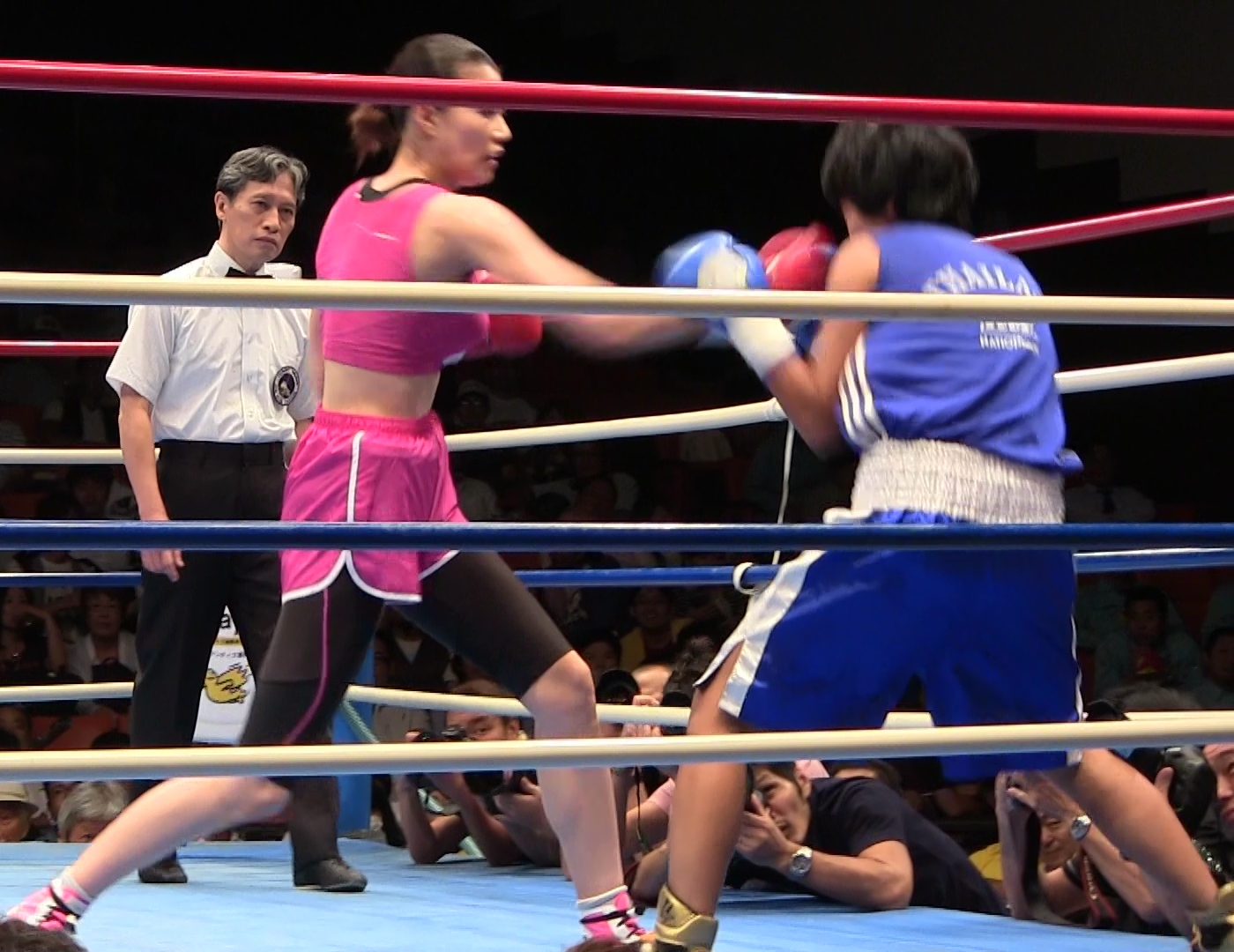
ヨッカオ（右）にロングアッパーを放つ高野
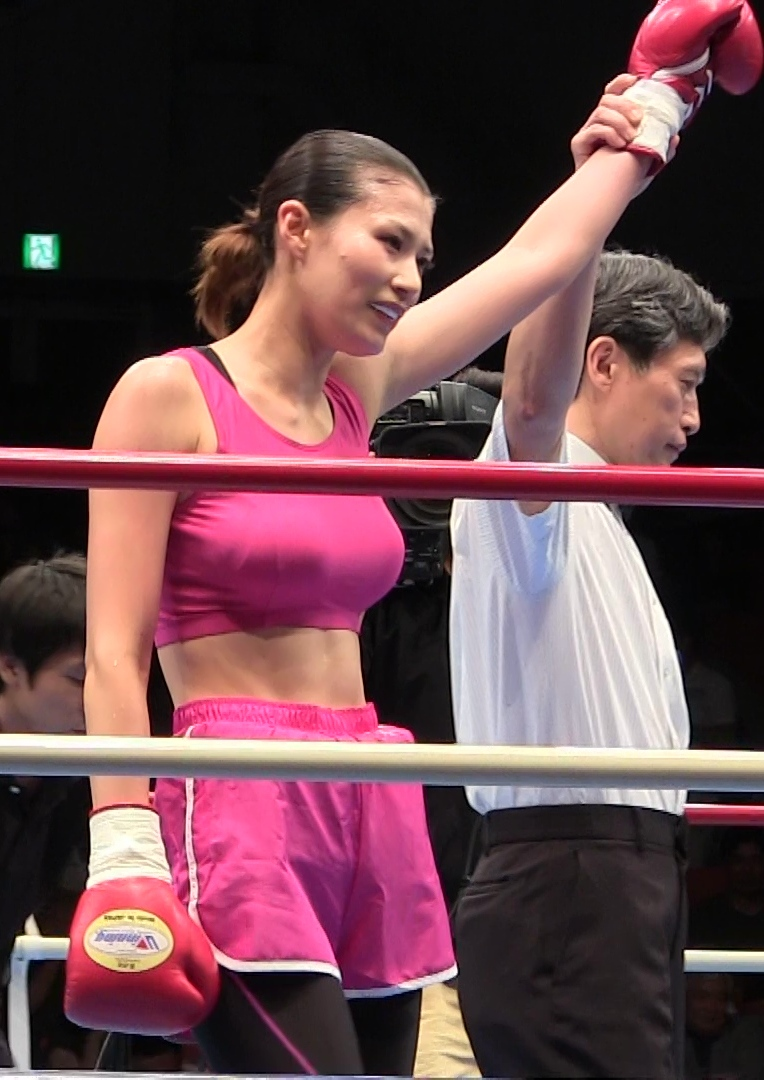
ヨッカオに判定勝利した高野

第3戦は9月30日に後楽園でのセミとしてこの試合がプロデビュー戦となるジプリン・デリーマ（ フィリピン）を迎え撃つ（メインはジェフリー・アリエンザ vs 伊藤雅雪のWBCユース世界ライト級王座決定戦）。25cmの身長差がある相手に対してジャブとストレートで攻め立て、相手が横を向いたところをレフェリーが戦意喪失とみなし、前の試合の鬱憤を晴らす1回43秒レフェリーストップTKOで、プロ転向後3連勝。TKOを告げるゴングが響いても何があったかわからず、会長に真顔で聞いて初めて勝利を知った。試合翌日には「大久保じゃあナイト」のロケに挑んだ。
11月7日、協栄ボクシングジムへ移籍。金平桂一郎会長は「女子ボクシングがパワーで男子に劣るのは明白。それを乗り越えるにはキャラクターが必要になる」とする一方、美貌だけでなく恵まれた体型と秘めたパンチ力にも目を付け山上ジムに移籍を申し出、「世界王者12人を育てた協栄のノウハウでジム初の女子世界王者にし、女子ボクシングのけん引役を担いたい」とコメントした（同ジムでは過去に藤本りえ（現在はオートレーサー藤本梨恵）が女子世界王座挑戦経験を有すが奪取に至った選手はまだいない）。
11月20日の佐藤洋太引退記念興行にて一三三摩利那（角海老宝石）とエキシビションを行う。12月中旬までは勇利アルバチャコフを始めとする世界チャンピオン4人を育てたアレクサンドル・ジミンの指導を受ける。ジムでは男子とのスパーリングを100回敢行した。
移籍初戦は12月31日、大田区総合体育館におけるダブル世界戦（WBAスーパーフェザー級・内山高志 vs 金子大樹、WBC同級・三浦隆司 vs ダンテ・ハルドン）アンダーカードとして大石久美（ワタナベ）と対戦する。試合は1回からカウンターの右ストレートをヒットさせ、2回には「試合では初めて」だったという相手のパンチを顔面に受け鼻血を出すも攻撃の手を緩めず、連打が決まり相手がふらついたところで1分25秒レフェリーストップTKO勝利。この勝利でB級（6回戦）昇格。
2014年2月21日、金子ジム興行（メインは同門白石豊土の再起戦）でエキシビション。それまでエキシビションでは軽く流していたのを一変させ、デビュー前の選手をKO寸前まで追い込んだ。
3月24日、「第386回ガッツファイティング」（メインは元同門・天笠尚の東洋太平洋フェザー級王座防衛戦）にて初の6回戦として、アマチュア戦績40戦28勝12敗・プロ5勝2敗のクラーブカーオ・ポー・プリーチャー（ タイ）と対戦。1回に右で2度のダウンを奪うと、2回には右ストレートからの左ボディで3度目のダウンでKOとしプロ5連勝。ファイトマネーは男子日本王者クラスの100万円前後と設定されたが、試合内容が悪ければ受け取らない覚悟で挑む。試合後「3万円でいいです」と申し出たものの、金平会長は期待を込めて60万は出すとコメントした。
6月24日に東洋太平洋スーパーフライ級1位のカイ・ジョンソン（T&H）と対戦すると4月30日に行われたアンダーアーマーCM発表会の席で明らかにした。試合は3回に左フックでダウンを奪うも巻き返され、5回にショートパンチの連打を浴びレフェリーストップTKOでプロ初黒星を喫した。
10月15日、ドークマイパ・ソーデイントン（タイ）を相手に再起戦。引退を懸けて挑んだ試合は3回から手数が増え、4回に相手をコーナーに追い込み、左右の連打でレフェリーストップTKOで再起を果たした。
12月31日、大阪・ボディメーカーコロシアムにて1階級上のバンタム級でラッサダ・ソーウォラシン（タイ）と対戦（メインはギレルモ・リゴンドウ vs 天笠尚、高山勝成 vs 大平剛のダブル世界戦）。右ストレート、右アッパーで試合を支配し、3-0（59-55、60-55、60-54）の判定で連勝。

#### 東洋太平洋王座獲得
2015年6月10日、後楽園ホールにてOPBF東洋太平洋スーパーバンタム級王座決定戦に1位として2位のノーンブア・ルークプライアリー（タイ）と対戦する。当初はカーリンス・リバス（フィリピン）と対戦する予定だった、が変更された。試合は相手にバッティングの減点もあり3-0（80-71×3）のフルマークで勝利し、プロ9戦目で初タイトルを獲得した。この興行は坂田健史代表就任後初の協栄主催興行として行われ、高野は新体制初のタイトル獲得者となった。

#### 世界王座挑戦
11月11日、後楽園ホールにてWBO女子世界スーパーフライ級王者、ダニエラ・ベルムデス（アルゼンチン）に挑戦。CS放送「TBSチャンネル」での生中継もされたこの試合は、1回より王者から圧力をかけられ、4回に連打を浴び腰から落ちてダウンを喫するとタオルを投げられ、世界初挑戦はKO負けに終わった。試合で鼻骨を骨折し、救急搬送されて全身麻酔手術を受けた。

#### 再起
世界初挑戦失敗後、進退を保留していたが、年が明けて「自分よりも周りが悔しがっていた。大切な友人を悲しませたら悔いが残る」と再起を決意し、2016年6月に保持する東洋太平洋スーパーバンタム級王座の初防衛戦を予定していた。
2016年5月18日、6月6日に行われる李恵林とのノンタイトル6回戦を最後に現役を引退すると表明。引退を表明した理由は「自分がやりたくてボクシングをやってきたのに、指図されてやるのは違うと思うようになった」だが、金平会長が海外出張のため不在の場での発表だったため、これを知った金平会長はTwitterで試合中止を示唆。そのため、帰国後に試合の可否及び去就を改めて話し合うことになった。話し合いを経て27日に会見が開かれ、引退の意思の撤回を表明した。6月6日の試合は2ラウンドのエキシビションマッチに変更して行われ、試合後にはリング上から謝罪を行った。
10月20日、1年ぶりとなる再起戦としてワンダーガール・シッサイトーンと6回戦を行う。事前に金平会長より「負けたら次はない」と勧告されたため進退を懸けた一戦になったが、2回にダウンを奪った後、最終回にレフェリーストップTKOで勝利し再起を飾った。

#### バンタム級へ
2017年2月6日、OPBF東洋太平洋スーパーバンタム級王座を返上し、バンタム級に転級することが明らかになった。
4月21日、協栄ジムチーフトレーナーに就任した亀田興毅をトレーナーに迎えることを発表。興毅を元々尊敬していた高野側からの要請によるもので、興毅にとって指導に当たる選手は弟・亀田和毅に次いで2人目。
5月26日、プロ初黒星を喫したカイ・ジョンソンと再戦し、3回TKOでリベンジに成功。

#### 日本王座挑戦
10月6日、JBCが新たに創設した日本女子王座の第1号となるバンタム級王座を2位の吉田実代と争うが、判定負けで王座獲得ならず。

#### 引退届提出
11月、所属ジムの協栄ボクシングジムを辞め、日本ボクシングコミッション（JBC）に引退届を提出。高野は、スポンサー料の問題や、海外から呼び寄せた対戦相手の渡航費を負担させられたことなどで、協栄ボクシングジムに対して不信感を募らせていたと週刊誌に語っている。
その後、米国でボクシングライセンスを取得し、カリフォルニア州ロサンゼルスにあるフレディ・ローチのワイルドカードジムを活動拠点にメキシコなど海外で試合を行った。
2018年5月25日、格闘技イベントで総合格闘家の吉田正子とボクシングマッチを行った。
2018年11月18日、福岡県の小倉北体育館で開催されたボクシングルールの格闘技イベント「ナックルズ」で、2014年に引退した元WBO女子世界ミニフライ級王者山田真子と対戦し、6回判定負けを喫した。この時点では両者ともプロボクサーとしてはライセンスを持っておらずプロボクシングとしての公式戦ではない。ロサンゼルスでは女子世界3階級制覇王者マリアナ・フアレスの自宅で泊まり込み合宿をしたり、6階級制覇王者マニー・パッキャオとトレーニングする機会にも恵まれた。
米国ライセンス下では1勝2敗で、マイナータイトルにも挑戦したが失敗に終わってる。

#### 国内復帰
2019年に元協栄ジムマネージャー岡庭慎の働きかけで緑ボクシングジムで国内に復帰し、「今後、問題行動を起こさない」との誓約書をJBCに提出して10月にB級ライセンスが発給された。
2019年12月15日、国内復帰戦として刈谷市産業振興センターあいおいホールにて近藤佐知子とフライ級6回戦で対戦し判定勝ち。
その後、世界再挑戦とともにアメリカや中国など世界のリングを転戦するプランもあったが、コロナ禍の影響で頓挫し、長らく試合自体も組まれなかった。
2022年5月1日付で不二勝又ボクシングジム（当時勝又ボクシングジム）に移籍。
2022年7月8日、2年7ヶ月ぶりの試合、移籍後初戦であり、後楽園ホールでは4年9か月ぶりとなった「Asign Bee.32」にてとして椙元愛とバンタム級6回戦。0-1（57-57×2、56-58）の判定で引き分けに終わった。なお、この試合とメインイベントである中川麦茶 VS 二瓶竜弥のラウンドガールは自ら手配し、自身もラウンドガールを務めた。

#### ボクサー引退 - 復帰
2023年3月17日、インスタグラムにて英語で現役引退の挨拶を綴った。
2025年、ダニエラ・ベルムデスへのリベンジを目標に現役復帰を宣言。
2025年5月31日、約2年11か月ぶりの公式試合としてタイ・バンコクにてKamonthip Aemsakunと4回戦で対戦し、2-0判定で5年5か月ぶりの勝利を挙げた。

### スタイル
山上時代は前かがみ気味なクラウチングスタイルだったが、協栄移籍後は佐藤洋太のチーフトレーナーだった新井史朗により重心を後ろに移し、長身を活かして懐の深さを活用するアップライトに改造している。新井は「リーチは武器。同じスーパーフライなのに、佐藤よりも長い。落ち下ろしのストレートも威力がある」と評した。
モデルとボクサーの二足のわらじであるが、「顔がぐちゃぐちゃになるより負ける方がつらい」と顔をまったく気にせず、整形の覚悟も辞さないという。プロ初黒星を喫した試合を東京スポーツは「顔面崩壊」の見出しで鼻が曲がった痛々しい写真つきで報じたが、高野本人はその写真を何度も見返して再起へのモチベーションに変え、「（写真を）額に飾りたいくらい」「感謝しています」と語り、関係者も「写真を見た人は『ちゃんとボクシングをやっている』と思う」とコメントした。試合のみならずスパーリングで青あざを作ることもある。

### 計量パフォーマンス
山上時代、前日計量は至って普通であり、デビュー戦ではシンプルにスポーツブラとスパッツ姿だったが、後日「恥ずかしかった」とコメントした。
協栄移籍後は前日計量でパフォーマンスのサプライズを予告。移籍初戦（プロ第4戦）は白のウェディングドレス姿で計量に現れた後、「お色直し」としてピンクと黒のビキニに着替えシリコン（豊胸パッド）を入れて90cmFカップにして計量に挑むが2度の計量ミス、パッドと髪飾りを外して3度目でパスした。ウエディングドレスは「女性のあこがれは何かと考えたとき、ウエディングドレスだと思った。ボクシングが女性のあこがれるスポーツになるようにという気持ちを込めた」、パッドは「シリコンをはめた状態で計量をクリアー出来ていたら、来年豊胸手術をしようと思っていた」という。
プロ第5戦では黄金の全身タイツで現れるが、「顔が確認できない」とJBC関係者より計量を断られ、それを切り裂いて、ブラジャーの代わりにスポンサーの名前が入ったシールという姿で計量をパスした。全身タイツを切り裂くパフォーマンスは「ウジウジした試合が続いているので、殻を破って生まれ変わる」という意味が込められており、シールブラジャーは減量で苦しんだため軽くする意味で使用し、髪の毛も24g切ったという。
6戦目では借りてきたヘビを巻きつけて計量に登場。一方、対戦相手のカイ・ジョンソンは自身が出演したことがある日本テレビバラエティ番組「幸せ!ボンビーガール」にちなみ黒いゴミ袋をかぶった。
7戦目は映画「アバター」のキャラクターをテーマにしたコスプレで登場、そのまま秤に乗るとオーバーだったため、カツラを外して衣装を脱ぎシールブラと下着でパスした。新井トレーナーより「このスタイルもそろそろ卒業」と注文が付いた。
ところが8戦目でも相変わらずパフォーマンスを披露。メインがリゴンドウ vs 天笠の世界戦であることに因み、花魁姿で入場曲を歌うSPHEREを携えて自らもレコーディングに参加した曲で登場、計量前に1枚ずつ脱ぎ、最後は白襦袢と下着で計量。
東洋太平洋スーパーバンタム級王座決定戦では、歌舞伎の「連獅子」姿で現れ、衣装を脱いでヒョウ柄シースルータイツで計量をパスした。当初、計量パフォーマンスの封印も示唆していたが、ロードワークで歌舞伎座の前を通った際に閃いたと言う。
世界初挑戦では、白無垢で調印式の後、シール水着で計量となった。
世界挑戦失敗後の再起戦でコスプレこそなかったか、計量前に突然髪を切るパフォーマンスを見せた。
日本バンタム級王座決定戦では対戦相手の吉田実代が龍のタトゥーを入れていたことから、背中に黒豹と龍の入れ墨のペイントを入れて計量を行った。
計量以外でもビキニで公開練習を行ったことがある。

### 戦績
- アマチュア：4戦 4敗[2]
- プロ：19戦 13勝 8KO 5敗

| 戦           | 日付           | 勝敗 | 時間   | 内容    | 対戦相手                           | 国籍         | 備考                                          |
| ------------ | -------------- | ---- | ------ | ------- | ---------------------------------- | ------------ | --------------------------------------------- |
| 1            | 2013年4月8日   | ☆    | 1R0:32 | KO      | 大空ヒカル(アルファ)               | 日本         | プロデビュー戦                                |
| 2            | 2013年7月25日  | ☆    | 4R     | 判定3-0 | ヨッカオ・ローエイシティジム       | タイ         |                                               |
| 3            | 2013年9月30日  | ☆    | 1R0:43 | TKO     | ジプリン・デリーマ                 | フィリピン   |                                               |
| 4            | 2013年12月31日 | ☆    | 2R1:25 | TKO     | 大石久美(ワタナベ)                 | 日本         |                                               |
| 5            | 2014年3月24日  | ☆    | 2R0:33 | KO      | クラーブカーオ・ポー・プリーチャー | タイ         |                                               |
| 6            | 2014年6月24日  | ★    | 5R1:12 | TKO     | カイ・ジョンソン(T&H)              | 日本         |                                               |
| 7            | 2014年10月15日 | ☆    | 4R1:59 | TKO     | ドークマイパ・ソーデイントン       | タイ         |                                               |
| 8            | 2014年12月31日 | ☆    | 6R     | 判定3-0 | ラッサダ・ソーウォラシン           | タイ         |                                               |
| 9            | 2015年6月10日  | ☆    | 8R     | 判定3-0 | ノーンブア・ルークプライアリー     | フィリピン   | OPBF東洋太平洋女子スーパーバンタム級王座獲得  |
| 10           | 2015年11月11日 | ★    | 4R1:26 | KO      | ダニエラ・ベルムデス               | アルゼンチン | WBO女子世界スーパーフライ級タイトルマッチ     |
| 11           | 2016年10月20日 | ☆    | 6R0:21 | TKO     | ワンダーガール・シッサイトーン     | タイ         |                                               |
| 12           | 2017年5月26日  | ☆    | 3R1:36 | TKO     | カイ・ジョンソン(T&H)              | 日本         |                                               |
| 13           | 2017年10月6日  | ★    | 6R     | 判定0-3 | 吉田実代(EBISU)                    | 日本         | 日本女子バンタム級王座決定戦                  |
| 14           | 2018年4月20日  | ☆    |        | TKO     | Anastasia Kopylova                 | ロシア       | これよりJBC管轄外                             |
| 15           | 2018年5月11日  | ★    | 8R     | 判定1-2 | Marisol Corona                     | メキシコ     | WBF女子インターナショナルフェザー級王座決定戦 |
| 16           | 2019年4月12日  | ★    | 4R     | 判定1-2 | ミルカ・アグアヨ                   | メキシコ     |                                               |
| 17           | 2019年12月15日 | ☆    | 6R     | 判定3-0 | 近藤佐知子(駿河)                   | 日本         | 日本復帰戦                                    |
| 18           | 2022年7月8日   | △    | 6R     | 判定0-1 | 椙元愛(一力)                       | 日本         |                                               |
| 19           | 2025年5月31日  | ☆    | 4R     | 判定2-0 | Kamonthip Aemsakun                 | タイ         |                                               |
| テンプレート |                |      |        |         |                                    |              |                                               |

### 獲得タイトル
- 第2代OPBF東洋太平洋スーパーバンタム級王座（防衛0=返上）

## 芸能活動

### テレビ

#### ドラマ
- GTO（関西テレビ制作フジテレビ系列、2012年7月17日放送（第3話））
- 彼岸島 Love is over（MBS制作TBS系列、2016年）
- 土曜プレミアム 特命指揮官 郷間彩香（フジテレビ、2016年10月12日放送） - 南玲子役

#### バラエティ他
- 眠れぬ街のアプリンス（日本テレビ、レギュラー）
- 極嬢ヂカラPremium（テレビ東京、2010年10月26日放送）
- スター☆ドラフト会議（日本テレビ、2012年11月13日放送）
- すぽると!（フジテレビ、2013年3月22日・4月12日・11月22日放送）
- ZIP!（日本テレビ、2013年4月4日・8日放送）
- みのもんたの朝ズバッ!（TBS、2013年4月9日放送）
- NexT（日本テレビ、2013年4月13日放送）
- サタデーLIVE（TOKYO MX、2013年4月20日放送）
- 大阪ほんわかテレビ（ytv、2013年4月28日放送）
- SASUKE RISING 2013（TBS、2013年6月27日放送）
- 日本ヘビー級王座決定戦 藤本京太郎×オケロ・ピーター（TBS、2013年7月26日放送）
- おはよう日本（NHK総合、2013年7月26日・2015年6月30日放送）
- 情報満載ライブショー モーニングバード!（テレビ朝日、2013年7月26日放送）
- Nスタ（TBS、2013年7月26日）
- Oha!4 NEWS LIVE（日テレNEWS24、2013年8月15日放送）
- 大久保じゃあナイト（TBS、2013年10月よりレギュラー）
- す・またん! ZIP（ytv、2013年10月4日放送）
- 世界まる見え!テレビ特捜部 人類が初めて味わう!?危機一髪体験SP（日本テレビ、2013年11月4日放送）
- ダウンタウンDX（ytv制作日本テレビ系列、2013年11月28日・2014年5月8日・2015年7月16日・2016年9月1日放送）
- 快傑えみちゃんねる（関西テレビ、2013年11月29日放送）
- neo sports（テレビ東京、2013年12月2日・2014年1月11日放送）
- BOAT RACEライブ 〜勝利へのターン〜（BSフジ、2014年2月2日・6月8日・8月8日・2015年12月6日・2016年8月7日放送）
- ガッツファイティング ダブルタイトルマッチ（TBS、2014年3月26日放送）
- 知っとこ!（MBS制作TBS系列、2014年4月5日放送）
- ナカイの窓（日本テレビ、2014年4月16日放送）
- 未来シアター（日本テレビ、2014年4月26日放送）
- 野望応援ノブナガ（CBC、2014年5月10日放送）
- ネプリーグ（フジテレビ、2014年7月28日放送）
- 笑神様は突然に…（日本テレビ、2014年8月8日放送）
- 林先生の痛快!生きざま大辞典（TBS、2014年8月12日放送）
- ジャンクスポーツ（フジテレビ、2014年9月13日放送）
- オールスターチャンピオンボウリング（フジテレビONE、2014年10月21日）
- ALLザップ（BSスカパー!、2014年11月20日）
- あさチャン!（TBS、2014年12月25日）
- モテモテかんぱにーR25（関西テレビ、2015年2月19日・26日放送）
- TBSテレビ60周年特別企画 オールスター大感謝祭'15（2015年4月4日放送）

名物コーナー「赤坂5丁目ミニマラソン」に出場し10位。
- My Value My Way（フジテレビ、2015年5月7日放送）
- 新・情報7DAYS ニュースキャスター（TBS、2015年6月13日放送）
- くりぃむクイズ ミラクル9（テレビ朝日、2015年7月22日放送）
- MUSIC にゅっと。（nottv1、2015年7月27日放送）
- 今夜もドル箱V（テレビ東京、9月15日放送）
- 井岡&高山ボクシング W世界戦直前SP（TBS、2015年9月24日放送）
- SPA!監修 秘密のゾノ（nottv1、2015年10月5日放送）
- くりぃむVS林修!早押しクイズサバイバー秋の3時間スペシャル（テレビ朝日、2015年10月7日放送）
- 情熱大陸（MBS制作TBS系列、2015年11月15日放送）
- ペケポンプラス（フジテレビ、2015年12月22日・2016年1月26日放送）
- バイキング（フジテレビ、2015年12月23日放送）
- 旅ずきんちゃん（CBC制作TBS系列、2015年12月27日放送）
- アリよりのアリ（TBS、2016年2月18日・25日・3月3日放送）
- 一徹フィルム（NOTTV1、2016年5月8日・25日放送）
- 中畑清 熱血!スポーツ応援団（BS11、2016年5月13日放送）
- 美マッスル on the Beach -いい女をつくる夏・2016-（テレビ東京、2016年7月20日放送）
- エゴサーチTV（AbemaTV、2018年2月23日配信）
- その他の人に会ってみた（TBS、2020年2月11日放送）
- THE TIME, （TBS、2022年7月15日放送）

### CM
- アンダーアーマー ウーマンズ（2014年4月30日より放送）
- ネイチャーラボ ランドリン（2014年7月14日より放送）[149]
  - ランドリン ファブリックミスト 「夜のお出かけ」 篇
  - ランドリン 柔軟剤 「昼のお出かけ」 篇
- Google Android（2015年11月6日より放送）
- 健栄製薬 キッチンパンチ（2016年11月7日より放送）
- ポッカサッポロフード&ビバレッジ キレートレモンＷレモン WEB CM（2020年3月3日より配信）[150]

### 映画
- 彼岸島デラックス（2016年）

### ファッションショー
- 両国国技館ヘアショー（2008年）
- タダシインターナショナル 銀座ファー（2009年）
- 大使館セレブファッションショー（2009年）
- Hot Pepperビューティー2010
- ヘアショー（2011年）
- 道端アンジェリカファッションショー（2012年）
- 銀座ディアナファッションショー（2012年）
- THE BLACK SENSE FESTIVAL（2014年）
- 東京ガールズコレクション2014
- 東京ガールズコレクション in FUKUSHIMA（2014年）
- 東京ファッションコレクション（2014年）
- 東京ガールズコレクション お台場新大陸2014
- 静岡モデルコレクション2015
- 東京ガールズコレクション2015 A/W

### 雑誌／モデル
- Nikon 2009 撮影モデル
- キャパ10月号（2011年）
- 代官山ウェディング（2012年7月）
- 東京ビッグサイトウェディング（2012年）
- パリコレ・マスターマインド・ジャパン（2012年）
- ベイビーバーン広告（2012年）

### ラウンドガール
- 日本フェザー級タイトルマッチ 天笠尚 vs 渡邉卓也（2012年7月20日）
- 日本ライト級タイトルマッチ 加藤善孝 vs 鈴木悠平（2013年2月25日）
- 日本ウェルター級タイトルマッチ 高山樹延 vs 尹文鉉（2013年3月25日）
- WBA女子世界スーパーフライ級タイトルマッチ 山口直子 vs 藤岡奈穂子（2013年11月13日）[54]
- 日本バンタム級王座決定戦 赤穂亮 vs 田中裕士他2試合（2017年3月10日）[151][152]。
- 中川麦茶 vs 二瓶竜弥（2022年7月8日）[121]

### イメージDVD
1. STARTING LINE（イーネット・フロンティア、2014年10月23日発売）
2. 高野人母美 〜Interval〜（エスデジタル、2015年7月31日発売）
3. たまゆら（スパイスビジュアル、2016年10月28日発売）

### 書籍
1. 高野人母美アクションポーズ ボクシング&ファイティングアクション（グラフィック社、2014年11月6日発売）

### 写真集
1. Positive High（ワニブックス、2015年6月20日発売）

## 受賞歴
- 2008年 資生堂テクニカルコンテストまとめ髪部門1位
- 2009年 アジアスーパーモデルコンテスト6位。
- 2011年
  - ミス・アース・ジャパン ファイナリスト
  - JJモデルコンテスト2位
  - グレア・コンテスト2位
- 2012年
  - 神戸コレクション ファイナリスト
  - ミスビキニジャパン ファイナリスト
  - 新橋こいち祭り ファイナリスト
  - ミス・オール・ネーション日本代表
  - ミス・ツーリズム・インターナショナル日本代表
- 2013年
  - ミス・ツーリズム・インターナショナル ミスチャーム
  - スーパーモデル・インターナショナル日本代表
- 2014年 ベストスタイリングアワード2014スポーツ部門